# Hallerstraße
Hallerstraße – stacja metra hamburskiego na linii U1. Stacja została otwarta 2 czerwca 1929. 

## Położenie
Stacja z centralnym peronem znajduje się pod skrzyżowaniem ulic Rotchenbaumchuassee i Hallerstraße, w dzielnicy Rotherbaum. W pobliżu stacji znajduje się kort tenisowy Am Rotherbaum.